# Національний фестиваль українських танців
Національний фестиваль українських танців (порт. Festival Nacional de Danças Ucranianas) — це щорічний захід, який проходить на півдні Бразилії і збирає фольклорні колективи української діаспори з цієї країни, а також Аргентини та Парагваю. Місце проведення змінюється щороку і переходить між різними містами, які організовують цей фестиваль.
Метою фестивалю є зібрати різні фольклорні групи на унікальне шоу, зберігаючи живою культурну та фольклорну традицію, сприяючи зв'язкам інтеграції між українцями та їхніми нащадками у діапорі.

## Перші роки
Фестиваль виник 1994 року, і протягом перших 8 видань носив назву «Національний фестиваль українського танцю Гопак», оскільки кожна група представляла найтрадиційніший з українських танців: Гопак.
З 2002 року (IX видання) захід отримав назву «Національний фестиваль українських танців», де кожна фольклорна група представляє різний танець для виконання, пропонуючи присутній публіці неймовірне шоу, яке відображає різні регіони всієї України.

### Національний фестиваль українського танцю Гопак
- 1994: (I Видання)
- 1995: (II Видання)
- 1996: (III Видання)
- 1997: Прудентополіс, Парана (IV Видання)
- 1998: (V Видання)
- 1999: (VI Видання)
- 2000: (VII Видання)
- 2001: Прудентополіс, Парана (VIII Видання)

### Національний фестиваль українських танців
- 2002: (IX Видання)
- 2003: (X Видання)
- 2004: (XI Видання)
- 2005: Порту-Алегре, Ріу-Гранді-ду-Сул (XII Видання)
- 2006: Ріо-Азул, Парана (XIII Видання)
- 2007: Ронкадор, Парана (XIV Видання)
- 2008: Прудентополіс, Парана (XV Видання)
- 2009: Марінга, Парана (XVI Видання)
- 2010: Куритиба, Парана (XVII Видання)
- 2011: Каскавел, Парана (XVIII Видання)
- 2012: Маллет, Парана (XIX Видання)
- 2013: Мафра, Санта-Катарина (XX Видання)
- 2014: Іраті, Парана (XXI Видання)
- 2015: Порту-Алегре, Ріу-Гранді-ду-Сул (XXII Видання)
- 2016: Антоніо-Олінту, Парана (XXIII Видання)
- 2017: Ріо-Азул, Парана (XXIV Видання)
- 2018: Прудентополіс, Парана (XXV Видання)
- 2019: Маллет, Парана (XXVI Видання)
- 2020: Ронкадор, Парана (XXVII Видання)
- 2021: Куритиба, Парана (Скасовано)
- 2022: Пітанга, Парана (XXVIII Видання)
- 2023: Паулу-Фронтін, Парана (XXIX Видання)
- 2024: Куритиба, Парана (XXX Видання)
- 2025: Маллет, Парана (XXXI Видання)

## XXX Видання

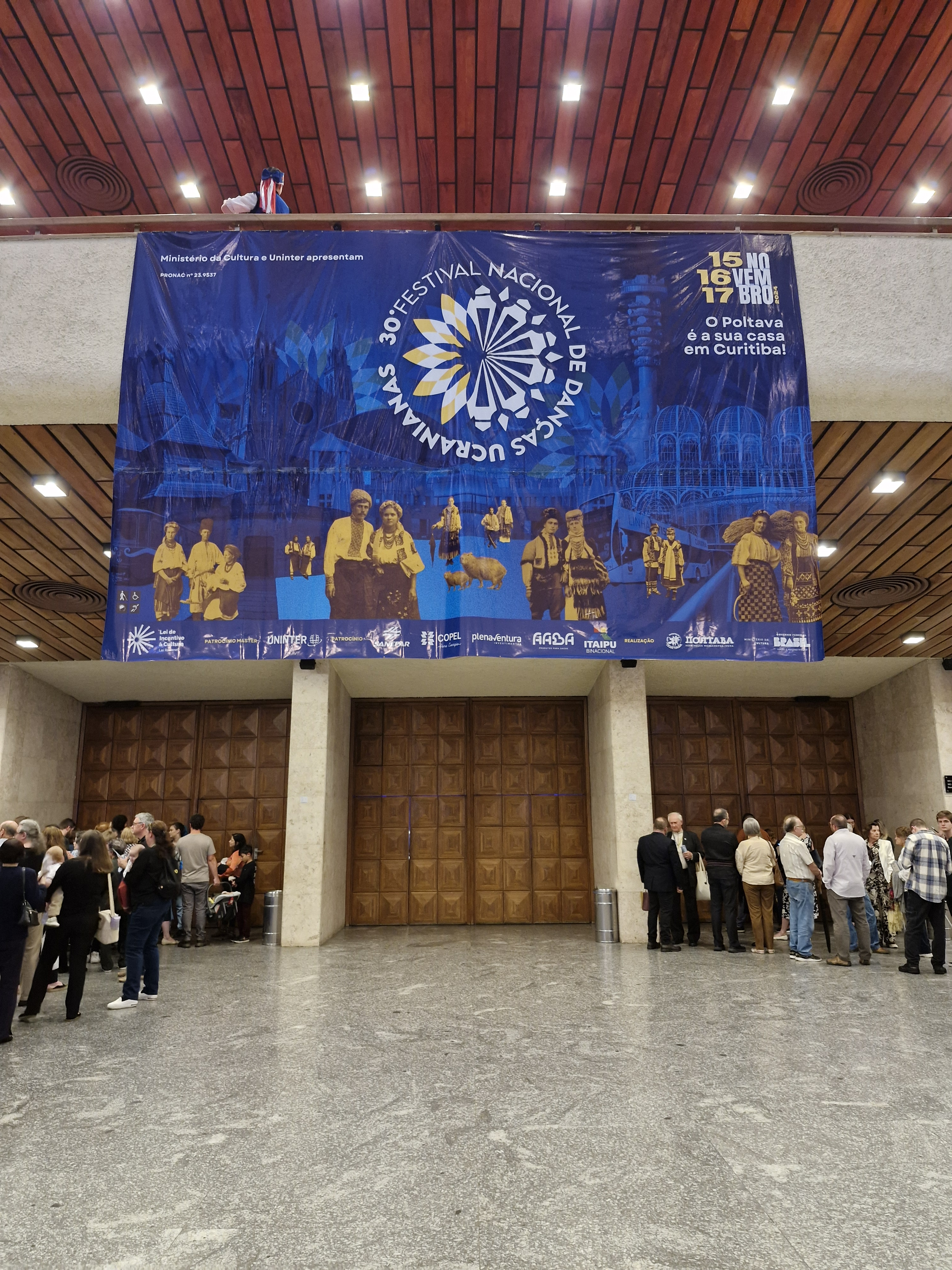
XXX Видання в Театрі Гуайра.

XXX видання фестивалю відбулося 15, 16 та 17 листопада 2024 року в місті Куритиба, столиці штату Парана. Організатором виступив Український фольклорний гурт «Полтава», і у ньому брали участь різні групи з Бразилії та Аргентини.
Основною подією стала гала-вечір у Театрі Гуайра столиці штату Парана, де виступили 24 фольклорні групи з штатів Парана, Санта-Катарина, Ріу-Гранді-ду-Сул, Сан-Паулу та Аргентини, яких супроводжували оркестр та хор Полтави. Крім того, у заході взяв участь Національний заслужений академічний український народний хор України імені Григорія Верьовки з Києва. На заході був присутній Андрій Мельник, посол України в Бразилії.
Протягом днів проведення заходу також відбувся «ФЕСТИВАЛЬНИЙ ЯРМАРОК» у клубі Полтава, де фольклорні групи представляли свої танці, а виставці презентували свої ремесла, а також була можливість скуштувати трохи української гастрономії. Під час фестивалю також відбулася гала-вечеря в ресторані Мадалоссо, де взяла участь канадсько-українська група Кубасонікс.

### Учасники
| Зображення | Група                                     | Місто                                       | Танець                                                                                          | Хореографи                                                                   |
| ---------- | ----------------------------------------- | ------------------------------------------- | ----------------------------------------------------------------------------------------------- | ---------------------------------------------------------------------------- |
|            | Полтава                                   | Куритиба, Парана, Бразилія                  | «Ми всі українці».                                                                              | Ізабела Мантоан Монік Беноскі Віторіо Скарпі                                 |
|            | Троянда                                   | Леандро Н. Алем, Місьйонес, Аргентина       | «Буря»                                                                                          | Федеріко Адріан Планк Каріна Мабель Гросс                                    |
|            | Веселка                                   | Прудентополіс, Парана, Бразилія             | «Бережна Анка»                                                                                  | Фернанда да Сілва Дос Сантос Фернандо де Мелло Деменех                       |
|            | Дунай                                     | Ріо Азул, Парана, Бразилія                  | «Карпатська Духа»                                                                               | Дебора Седор                                                                 |
|            | Соловейко                                 | Сан-Жозе-дус-Піньяйс, Парана, Бразилія      | «Козацька сюїта»                                                                                | Ноелі Крістіане Ногас                                                        |
|            | Весна                                     | Ронкадор, Парана, Бразилія                  | «Волинський романс»                                                                             | Прісцила Коста де Лусія Адріане Переховскі                                   |
|            | Весна                                     | Маффра, Санта-Катарина Бразилія             | «Ти ж мене підманула»                                                                           | Фернанда Торкате Гомеш Габріель Кассеміро Скренскі Марина Шіц Рафаела Буднік |
|            | Роксолана                                 | Аристобуло-дель-Вальє, Місьйонес, Аргентина | «Анничка»                                                                                       | Іван Веренчук                                                                |
|            | Щастя                                     | Кампо-Моурау, Парана, Бразилія              | «Вечірка в Карпатах»                                                                            | Андре Затехско Рібейро Наталія Віторія де Кастро                             |
|            | Соняхнек                                  | Каскавел, Парана, Бразилія                  | «Козачок з бубном»                                                                              | Верьовка Адаптація: Ана Кароліни Замульхак Олінкевец Ігор Ділелі Лупепса     |
|            | Київ                                      | Пітанга, Парана, Бразилія                   | «Гуцулка»                                                                                       | Марія Кандидо Цедорак де Ліма Франциско Хосе Цедорак де Ліма                 |
|            | Соловей                                   | Каноас, Ріо-Гранде-до-Сул, Бразилія         | «Голубка»                                                                                       | Сергій Королук Адаптація: Александр Олівейра                                 |
|            | Національний український хор ім. Верьовки | Україна                                     | Пісні: 1) «Ой, ти ніченько» 2) «Сумна я була» 3) «Ой, там на горі» 4) «Чорнії брови, карії очі» | Запрошений: Віторіо Скарпі (тенор).                                          |
|            | Барвінок                                  | Куритиба, Парана, Бразилія                  | «Свято в Карпатах»                                                                              | Олес Іван Сісак Роберто Андре Орестен                                        |
|            | Жеттія                                    | Антоніу Олінту, Парана Бразилія             | «Буковинська сюїта»                                                                             | Суелі де Ліма                                                                |
|            | Коломия                                   | Посадас, Місьйонес, Аргентина               | «Ти ж мене підманула»                                                                           | Улісес Каско                                                                 |
|            | Човен                                     | Сан-Жозе-ду-Піньяйс, Парана, Бразилія       | «Гуцульські новинки»                                                                            | Ане Каріна Піяк Артур Матеус Білескі Луїза Едуарда Паєвськи                  |
|            | Волинь                                    | Боа-Вентура-де-Сан-Роке, Парана, Бразилія   | «Дзюмбалики»                                                                                    | Хореограф: Ігор Ніколишин Адаптація: Фабіана Фонсека Пірес                   |
|            | Козацьке братство                         | Прудентополіс, Парана, Бразилія             | «повзунець»                                                                                     | Хореографія: Кубанський Козак Хор Адаптація: Андре Закалуґем                 |
|            | Іван Купала                               | Іраті, Парана, Бразилія                     | «Буковинське Село»                                                                              | Гієссі Хеймоські Ассіс Лариса дас Гракас Чойда Андреа Булка Сахаїко Крук     |
|            | Калена                                    | Уніао-да-Віторія, Парана, Бразилія          | «Радість Життя»                                                                                 | Таня Марія Андре                                                             |
|            | Спомен                                    | Маллет, Парана, Бразилія                    | «Ой ра!»                                                                                        | Габрієле Каміле Осзуст Веслі Кейкі Казмірчак                                 |
|            | Українська Духа                           | Ітаїополіс, Санта-Катарина, Бразилія        | «вечір у полі»                                                                                  | Дімас Гуменхук                                                               |
|            | Київ                                      | Сан-Каетано-ду-Сул, Сан-Паулу, Бразилія     | «Старий Калабай»                                                                                | Даніло Заяц Йорге Рибка Марсія Рибка                                         |
|            | Дунай                                     | Авельянеда, Буенос-Айрес Аргентина          | «Бережна Анка»                                                                                  | Сусана Родріґес Салас Норберто Рогоські                                      |
|            | Полтава                                   | Куритиба, Парана, Бразилія                  | «Святкування в Полтаві»                                                                         | Ізабела Мантоан Монік Беноскі Віторіо Скарпі                                 |